# Çiçeklidağ, Hanak
Çiçeklidağ là một xã thuộc huyện Hanak, tỉnh Ardahan, Thổ Nhĩ Kỳ. Dân số thời điểm năm 2010 là 773 người.